# Fultonova praznina
Fultonova praznina, dolina fotoisparavanja, ili subneptunska pustinja uočena je oskudica planeta s polumjerima između 1,5 i 2 puta veće od Zemljinog polumejra, vjerojatno zbog gubitka mase uzrokovanog fotoisparavanjem. Bimodalnost u populaciji egzoplaneta Kepler prvi je put primijećena 2013. godine, a zabilježeno je kao moguće potvrđivanje hipoteze u nastajanju da bi fotoisparavanje moglo dovesti do gubitka atmosferske mase na bliskim planetima male mase. To bi dovelo do populacije golih, stjenovitih jezgri s manjim polumjerima pri malim udaljenostima od matičnih zvijezda i planeta s debelim omotačima kojima dominiraju vodik i helij s većim polumjerima kod većih udaljenosti. Bimodalnost u raspodjeli potvrđena je podacima preciznije u istraživanju California-Kepler 2017. godine, koje se pokazalo da odgovaraju predviđanjima hipoteze o fotoevaporativnom gubitku mase kasnije te godine.
Unatoč implikaciji riječi "praznina", Fultonova praznina zapravo ne predstavlja raspon radijusa koji u potpunosti nedostaju u promatranoj populaciji egzoplaneta, već niz radijusa koji se čine relativno neobičnim. Kao rezultat toga, "dolina" se često koristi umjesto "praznine". Specifični izraz "Fultonova praznina" nazvan je po Benjaminu J. Fultonu, čija je doktorska disertacija uključivala precizna mjerenja radijusa koja su potvrdila oskudicu planeta između 1,5 i 2 Zemljina polumjera, za što je dobio nagradu Robert J. Trumpler, iako je postojanje ovog radijusne praznine zabilježeno zajedno s njenim temeljnim mehanizmima već 2012. i 2013.

## Ostala moguća objašnjenja
- Bijeg plinova s većih planeta.[11]
- Pristranost u promatranju koje pogoduje lakšem otkrivanju vrućih oceanskih planeta s produljenom atmosferom od vodene pare.